# 풍류일대
《풍류일대》(중국어: 风流一代)는 2024년 개봉한 중국의 드라마 영화이다. 자장커가 감독과 공동각본을 맡았다. 2024년 칸 영화제 황금종려상 경쟁 후보작이다.
이 영화는 제77회 칸 영화제에서 황금종려상 경쟁 부문에 선정되었으며, 2024년 5월 18일에 세계 최초로 공개되었다.

## 줄거리
2001년 중국 북부 도시 다퉁에서, 노동 계급 여성 챠오챠오는 매니저 궈빈과 연인 관계를 맺고 가수, 모델, 클럽 걸로 생계를 유지한다. 궈빈은 돈을 벌기 위해 다른 지역으로 떠나면서 돈을 벌면 챠오챠오를 데려오겠다는 문자를 남긴다. 시간이 흐른 후, 챠오챠오는 그를 찾아 나서기로 결심하고, 삼협댐 건설로 인해 삶의 터전을 잃어가는 공동체들과 광둥성을 거친다. 한편 궈빈은 여러 사업을 시도하며 부패한 정치인과 연루되는 위험한 사업에도 손을 댄다. 마침내 챠오챠오가 궈빈을 찾아냈을 때, 그녀는 그와 헤어진다. 시간이 흘러 두 사람은 코로나 시대의 중국에서 재회하는데, 두 사람 모두 눈에 띄게 나이가 들어 보인다. 이들의 이야기는 과거와 현재를 넘나들며 변화하는 중국 사회와 개인의 삶을 조명한다.

## 출연진
- 자오타오 - 차오차오
- 리주빈 - 빈
- 판젠린
- 란저우
- 저우유
- 마오타오
- 런커